# MuTh

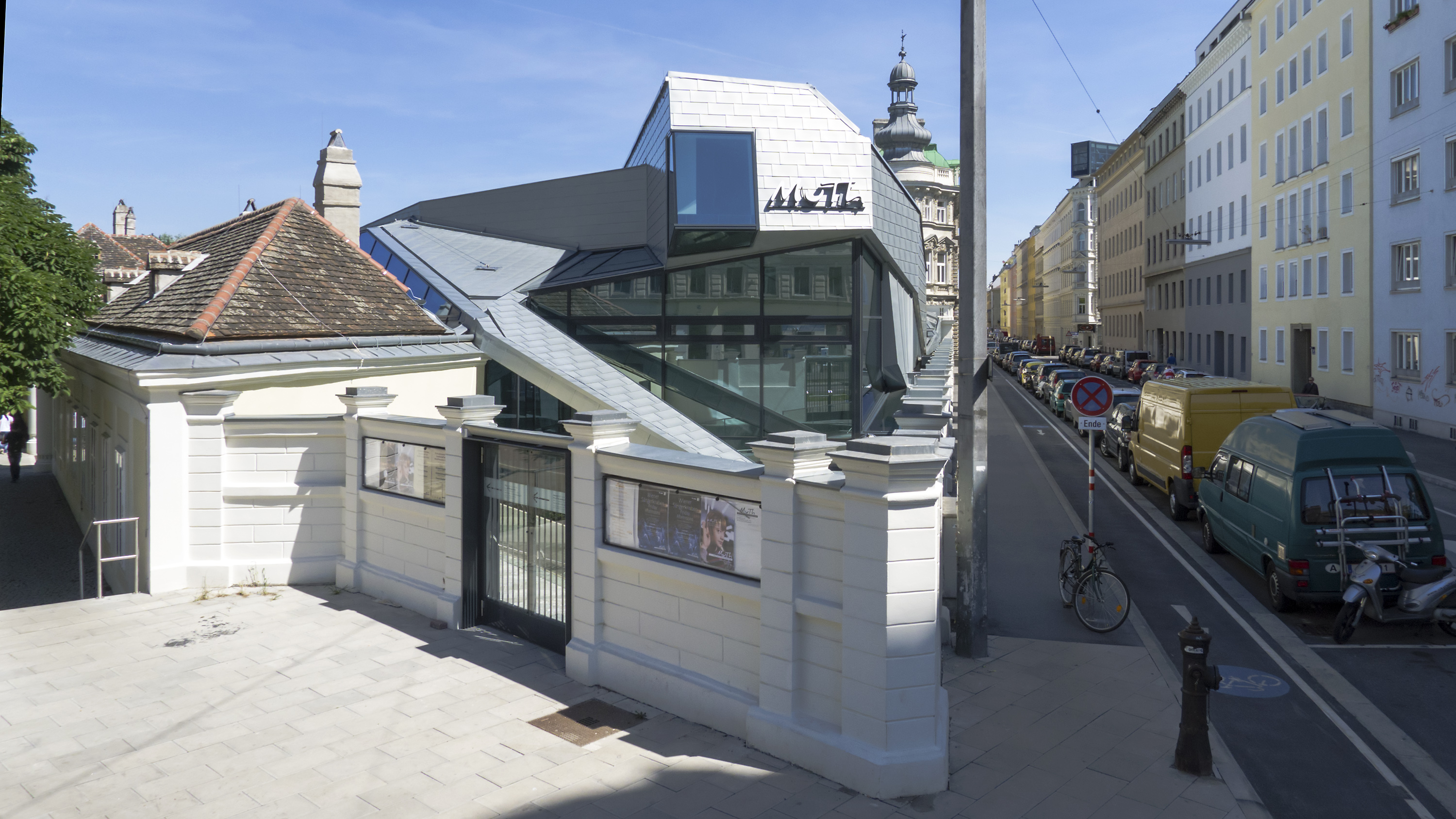
Das MuTh am Augartenspitz

MuTh, Akronym für Musik und Theater, ist der 2012 eröffnete Konzert- und Mehrzwecksaal der Wiener Sängerknaben im Augarten in Wien-Leopoldstadt, dem 2. Bezirk.
Das Gebäude wurde durch die Privatstiftung „POK Pühringer Privatstiftung“ (Investor: Peter Pühringer) finanziert und an der Südspitze des Parkareals errichtet. Es steht am sogenannten Augartenspitz (Ecke Obere Augartenstraße/Castellezgasse) und wurde ab 2010 trotz zeitweilig heftiger Proteste von Anrainern gebaut und am 9. Dezember 2012 eröffnet.
MuTh wurde architektonisch von Johannes Kraus und Michael Lawugger gestaltet. Der Raum hat 400 Sitzplätze. Er soll vor allem der Förderung junger Talente dienen und damit auch ein junges Publikum ansprechen.
In unmittelbarer Nähe befinden sich die 2008 eröffnete U-Bahn-Station Taborstraße der U-Bahn-Linie U2, Haltestellen der Autobuslinie 5B sowie die Taborstraße mit Haltestellen der Straßenbahnlinie 2.
Bis 2023 wurde etwa die Hälfte des Betriebs im MuTh von der Pühringer-Gruppe finanziert, die andere Hälfte wurde vom Theater über Mieteinnahmen und Kartenverkauf erwirtschaftet.